# Força Aérea de Moçambique
A Força Aérea de Moçambique é a força aérea de Moçambique. De 1985 a 1990 era conhecida como Força Aérea de Libertação Popular.

## Visão geral
Devido à origem colonial de Moçambique, a força aérea tem um historial de utilização de aeronaves portuguesas antigas. Quando foi criada após a independência, em 1975, a força aérea foi apoiada por Cuba e pela União Soviética. Como tal, houve um afluxo de aeronaves construídas pelos soviéticos para apoiar o governo durante a guerra civil. Após o cessar-fogo em 1992 e a mudança nas políticas governamentais, do regime comunista de partido único para uma economia de estilo ocidental e uma democracia multipartidária, o apoio cubano à Força Aérea diminuiu e a maioria das aeronaves está em mau estado. O FAM é agora efectivamente uma força simbólica, e o orçamento da defesa foi reduzido para 1,5% do Produto Interno Bruto de Moçambique. O número de efetivos na Força Aérea está estimado em 4.000. A Força Aérea opera em três bases principais; Beira, Nacala Porto e Nampula.
Em 2011, a Força Aérea Portuguesa ofereceu à FAM dois Cessna FTB-337, atualizados com a mais recente tecnologia para utilização em operações de treino, evacuação aeromédica e vigilância marítima. Este insere-se no programa permanente de cooperação técnico-militar (CTM) entre Portugal e Moçambique. Especificamente no que respeita à FAM, a cooperação luso-moçambicana abrange também outras áreas como a formação de oficiais pilotos, suboficiais e técnicos de aviação, a criação de centros de medicina aeronáutica e de operações aéreas e ainda o desenvolvimento de capacidades de busca e salvamento e de segurança de voo. Actualmente, vários cadetes oficiais moçambicanos frequentam a Academia da Força Aérea Portuguesa.
Em 2014, o Ministro da Defesa do Brasil divulgou sua intenção de doar 3 Embraer EMB-312 Tucano e auxiliar no financiamento da compra de 3 Embraer EMB-314 Super Tucano.  Em 2016, o acordo de doação foi cancelado pelo governo do Brasil.
Em 2014, o Mozambique News and Clippings 256 (Hanlon, J) noticiou o seguinte: "A empresa romena Aerostar concluiu a revisão e modernização de oito caças MiG-21 da Força Aérea de Moçambique, alguns dos quais não voavam em operação há mais de 20 anos. O pacote também incluiu a revisão de um jato de treinamento L-39, seis caças MiG-21 monopostos e duas aeronaves de treinamento MiG-21 bipostos, além de um programa completo de treinamento para pessoal de terra e pilotos. Duas aeronaves de treinamento básico R-40S também foram entregues. Seis MiG-21 estão de volta a Moçambique, com as duas últimas aeronaves enviadas da Romênia no início de julho".

Em 2014, o Mozambique News e Clippings 256 (Hanlon, J) noticiou o seguinte: "A empresa romena Aerostar concluiu a revisão e modernização de oito caças MiG-21 da Força Aérea de Moçambique, alguns dos quais não voavam em operação há mais de 20 anos. O pacote incluiu também a revisão de um jato de treino L-39, seis caças MiG-21 monolugares e dois aviões de treino MiG-21 bilugares, além de de um programa completo de formação para pessoal de terra e pilotos. Foram também entregues duas aeronaves de treino básico R-40S.

## Aeronave

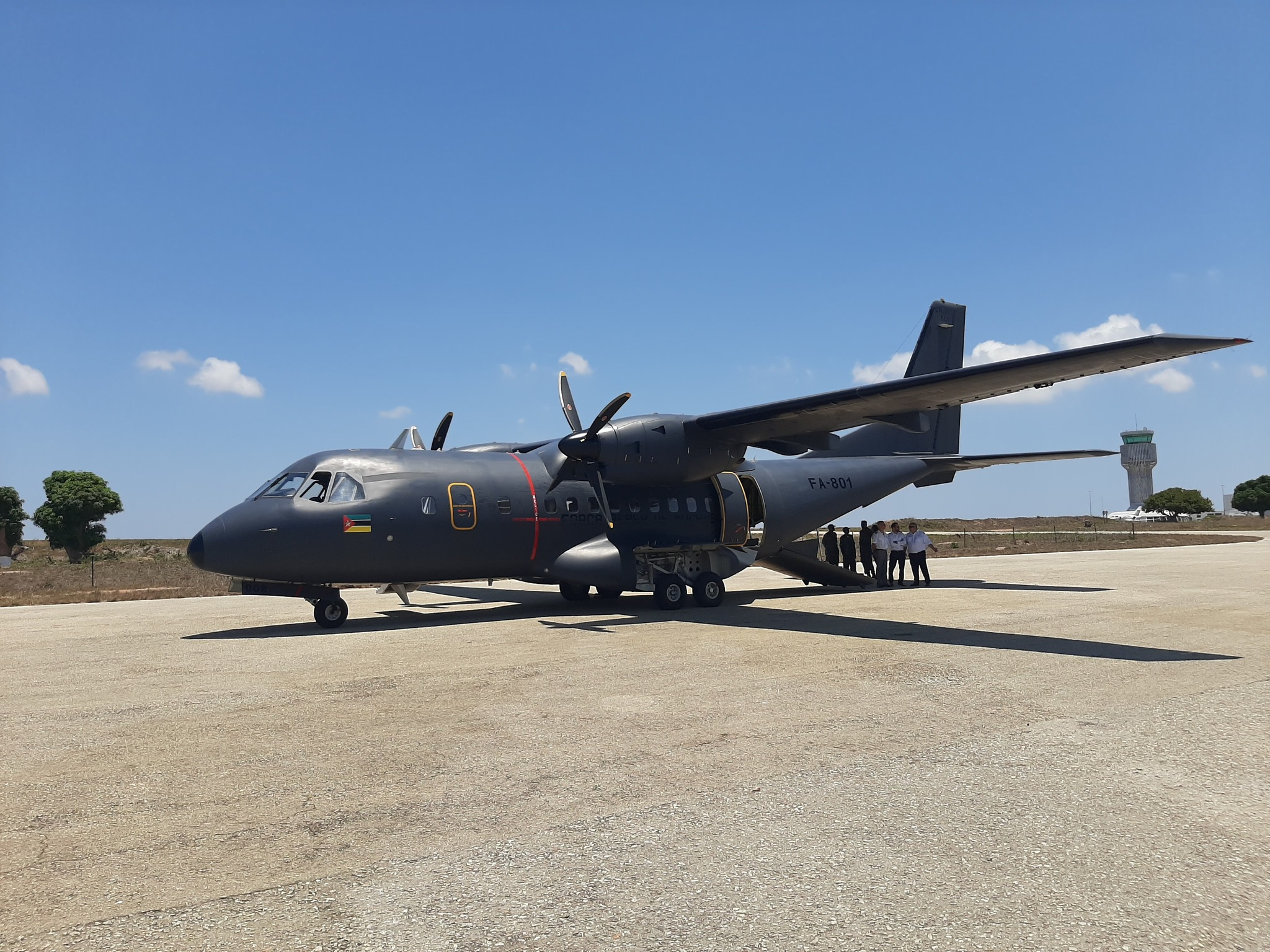
CASA moçambicana CN-235